# Docalidia zacharyi
Docalidia zacharyi är en insektsart som beskrevs av Nielson 1996. Docalidia zacharyi ingår i släktet Docalidia och familjen dvärgstritar. Inga underarter finns listade i Catalogue of Life.